# Petriwka (rejon berysławski)
Petriwka (ukr. Петрівка) – wieś na Ukrainie, w obwodzie chersońskim, w rejonie berysławskim. W 2001 liczyła 109 mieszkańców.